# 743.º Batallón Antiaéreo Ligero
El 743.º Batallón Antiaéreo Ligero (743. leichte-Flak-Abteilung (o)) fue una unidad de la Luftwaffe durante la Segunda Guerra Mundial.

## Historia
Fue formado en julio de 1940 en Essen, como el 743.º Batallón Antiaéreo Ligero de Reserva (desde julio de 1942 como 743.º Batallón Antiaéreo Ligero), con 1. - 3. Baterías. La 4.º Bat./743.º Batallón Antiaéreo Ligero formada después en 1942 desde la 4.º Bat./512.º Batallón Antiaéreo Pesado; 5.º Bat./743.º Batallón Antiaéreo Ligero fue formada después en 1943 desde 6927.º Batería Antiaérea z.b.V. En 1943 la 4.º Bat./743.º Batallón Antiaéreo Ligero fue reformada como la 5.º Bat./749.º Batallón Antiaéreo Ligero. Después en 1944 fue disuelta la 3.º Bat./743.º Batallón Antiaéreo Ligero y reformada desde la 6857.º Batería Antiaérea Ligera z.b.V..

## Servicios
- agosto de 1941: en Novgorod (como 743.º Batallón Antiaéreo Ligero (v)).
- febrero de 1942: en Sapolje.
- abril de 1942: en Sapolje bajo la 2.ª División Antiaérea (41.º Regimiento Antiaéreo).
- agosto de 1942: en Osnabrück (ahora como 743.º Batallón Antiaéreo Ligero (o)).
- 1 de noviembre de 1943: en Osnabrück bajo la 15.ª Brigada Antiaérea (9.º Regimiento Antiaéreo).
- 1 de enero de 1944: en Osnabrück bajo la 8.ª Brigada Antiaérea (9.º Regimiento Antiaéreo).
- 1 de diciembre de 1944: en Osnabrück bajo la 8.ª Brigada Antiaérea (9.º Regimiento Antiaéreo).
- 1 de marzo de 1944: en Osnabrück bajo la 8.ª Brigada Antiaérea (9.º Regimiento Antiaéreo).
- 1 de abril de 1944: en Osnabrück bajo la 8.ª Brigada Antiaérea (9.º Regimiento Antiaéreo).
- 1 de mayo de 1944: en Osnabrück bajo la 8.ª Brigada Antiaérea (9.º Regimiento Antiaéreo).
- 1 de junio de 1944: en Osnabrück bajo la 8.ª División Antiaérea (9.º Regimiento Antiaéreo).
- 1 de julio de 1944: en Osnabrück bajo la 8.ª División Antiaérea (9.º Regimiento Antiaéreo).
  - En Bad Zwischenahn bajo la 8.ª División Antiaérea (63.º Regimiento Antiaéreo) (5.ª Escuadra/743.º Batallón Ligero Antiaéreo).
- 1 de agosto de 1944: en Osnabrück bajo la 8.ª División Antiaérea (9.º Regimiento Antiaéreo) (Grupo de Estado Mayor, 1.ª Escuadra, 2.ª Escuadra, 3.ª Escuadra, 4.ª Escuadra, 5.ª Escuadra/743.º Batallón Ligero Antiaéreo).
- 1 de septiembre de 1944: en Osnabrück bajo la 8.ª División Antiaérea (9.º Regimiento Antiaéreo) (Grupo de Estado Mayor, 1.ª Escuadra, 2.ª Escuadra, 3.ª Escuadra, 4.ª Escuadra, 5.ª Escuadra/743.º Batallón Ligero Antiaéreo).
- 1 de octubre de 1944: en Osnabrück bajo la 8.ª División Antiaérea (9.º Regimiento Antiaéreo) (Grupo de Estado Mayor, 1.ª Escuadra, 2.ª Escuadra, 3.ª Escuadra, 4.ª Escuadra, 5.ª Escuadra/743.º Batallón Ligero Antiaéreo).
- 1 de noviembre de 1944: en Osnabrück bajo la 8.ª División Antiaérea (9.º Regimiento Antiaéreo) (Grupo de Estado Mayor, 1.ª Escuadra, 2.ª Escuadra, 3.ª Escuadra, 4.ª Escuadra/743.º Batallón Ligero Antiaéreo).
  - En Rheine(?) bajo la 8.ª División Antiaérea (61.º Regimiento Antiaéreo) (5.ª Escuadra/743.º Batallón Ligero Antiaéreo bajo el Grupo de Estado Mayor/le.879).
- 1 de diciembre de 1944: en Osnabrück bajo la 8.ª División Antiaérea (9.º Regimiento Antiaéreo) (Grupo de Estado Mayor, 1.ª Escuadra, 3.ª Escuadra, 4.ª Escuadra/743.º Batallón Ligero Antiaéreo).
  - En Münster bajo la 22.ª División Antiaérea (47.º Regimiento Antiaéreo) (2.ª Escuadra/743.º Batallón Ligero Antiaéreo).
  - En Rheine(?) bajo la 8.ª División Antiaérea (61.º Regimiento Antiaéreo) (5.ª Escuadra/743.º Batallón Ligero Antiaéreo bajo el Grupo de Estado Mayor/le.879).